# Норвежка съпротива
Норвежката съпротива е съпротивително движение в Норвегия по време на германската окупация през Втората световна война.
То включва множество разнородни групи, действащи срещу германското присъствие в страната, най-известна сред които е „Милорг“. Те извършват саботажни и терористични акции, събират разузнавателна информация и организират гражданско неподчинение.